# Lijst van Tweede Kamerleden voor de Katholiek Nationale Partij
Een overzicht van alle Tweede Kamerleden voor de Katholiek Nationale Partij.
| Tweede Kamerlid | Begindatum   | Einddatum   |
| --------------- | ------------ | ----------- |
| William Lemaire | 15 juli 1952 | 2 juli 1956 |
| Charles Welter  | 27 juli 1948 | 2 juli 1956 |